# Olrik III
 (septembre 2011).
Si vous disposez d'ouvrages ou d'articles de référence ou si vous connaissez des sites web de qualité traitant du thème abordé ici, merci de compléter l'article en donnant les références utiles à sa vérifiabilité et en les liant à la section « Notes et références ».
Olrik III est un yacht historique, Classic Motor Yacht ou encore appelé gentleman yacht.

Il a obtenu en mai 2011 le label « Bateau d'intérêt patrimonial » de la Fondation du patrimoine maritime et fluvial. Le bateau est basé sur le Rhône au sud de Lyon et navigue également en Méditerranée.

Son immatriculation est : NI 229890, quartier maritime de Nice.

## Historique
Ce bateau a été construit par le chantier De Vlijt dans la Marina Cieco à Warmond (Pays-Bas) . 
Les chantiers De Vlijt ont été créés par Nicolaas Anthonius Hendrikus Kieken en 1919 et sont devenus De Vries à partir de 1939, OLRIK 3 est un des six derniers yachts construits à Warmond par le designer Wim Shram en 1939 , il est un des derniers navires au monde avec la poupe en forme ''cruiser stern''; comme les cuirassés de la première guerre mondiale . On peut voir à La Ciotat un autre dernier exemplaire de cette forme cruiser, le Catherine D construit par De Vries en 1939.
Cette forme particulière rendait le navire extrêmement hydrodynamique et manœuvrant, elle permet aussi une grande économie d'énergie ne créant pratiquement pas de sillage, le navire glisse comme un canoë.
Malheureusement et pour un gain d'espace et de facilité de construction , les constructeurs de yachts ont depuis pratiquement tous adopté le cul carré .   
Il a été construit pour le compte d'un agent de change de Bruxelles à l'occasion de l'exposition de l'eau en 1939 à Liège.

Réquisitionné par la Kriegsmarine 6 mois après son acquisition, il est envoyé sur le front de Norvège où il servira de yacht « salon » pour la détente et les excursions des officiers de marine allemands. Il y sera mitraillé par l'aviation et abandonné au fond d'un fjord au moment de la débâcle.

Trouvé par les Alliés à la fin de la guerre, le bateau pourra être authentifié grâce à son nom d'avant-guerre (Eole) gravé dans l'appareil de barre.
Il sera rendu en l'état à son propriétaire.
Il est revendu à un Belge, M. Omnose qui en 1950 le cède à M. Massart. Ce dernier fait changer les moteurs, deux Hercules de 90 ch devenus obsolètes et un peu faibles, par 2 Perkins de 125 ch chacun. Il ajoute également un treuil électrique et la barre de pont. En 1968 le bateau est descendu en Méditerranée à Beaulieu, il est rebaptisé Olrik III. Hormis les moteurs, aucune restauration importante n'est effectuée jusque-là et certaines traces de la guerre sont même encore visibles. En 1984 il est racheté par un médecin monsieur De Pavant, père du skipper Kito De Pavant, qui le ramène à Port-Camargue et débute des travaux de restauration.
Repris en 1998 par un passionné et sa compagne, il est ramené en Île-de-France où il est mis au sec sous un hangar construit spécialement dans un corps de ferme. Il subit une restauration complète qui va durer 4 ans, environ 20 000 heures de travail, avec remplacement des tôles d'acier de la coque, y compris la forme canoë arrière en ogive qui devra être martelé à la masse et à la main par deux chaudronniers des chantiers de Saint Nazaire (acier de 8mm) , réfection du pont en teck, de l’électricité, de la plomberie… Le mobilier en loupe de teck, palissandre et citronnier, est démonté puis remonté pour la partie arrière (salon) et timonerie à l'identique, cachant parfaitement les aménagements modernes de remises aux normes.
Après 4 années passionnantes et éprouvantes le bateau est prêt pour la remise à l'eau et navigue sur les canaux de France, puis en mer du côté de Honfleur et Trouville.
Racheté en avril 2011 par un ex-navigateur de la marine nationale, Monsieur Frédéric Blind, Olrik III obtient le label BIP (Bateau d'intérêt patrimonial) en mai 2011.
À ce jour il est amarré à l'année sur le Rhône et redescend chaque été en Méditerranée.

## Caractéristiques techniques
- Classic Motor Yacht
- Année construction : 1939 par les chantiers De Vlijt / De Vries
- Longueur : 18,65 m
- Largeur : 4,25 m
- Poids : 30 tonnes
- Coque : Acier de 8 mm
- Moteurs : 2 moteurs Perkins T6354 de 135 ch de 1966